# Episodi di Power Rangers Super Megaforce
Questa è la lista degli episodi di Power Rangers Super Megaforce. La serie è andata in onda negli Stati Uniti dal 15 febbraio 2014, fermandosi il 12 aprile, per poi riprendere a partire dal 30 agosto fino al 22 novembre dello stesso anno. In Italia vengono mandati in onda regolarmente dal 29 settembre 2014 su Boing. Il 22 ottobre 2014 la trasmissione italiana supera quella americana. Il 28 ottobre in Italia termina la messa in onda degli episodi, con due puntate saltate che verranno recuperate il 18 e il 19 dicembre.
| nº | Titolo originale                     | Titolo italiano              | Prima TV USA      | Prima TV Italia   |
| -- | ------------------------------------ | ---------------------------- | ----------------- | ----------------- |
| 1  | Super Megaforce                      | Super Megaforce              | 15 febbraio 2014  | 29 settembre 2014 |
| 2  | Earth Fights Back                    | Rangers leggendari           | 22 febbraio 2014  | 30 settembre 2014 |
| 3  | Blue Saber Saga                      | Il duello                    | 1 marzo 2014      | 1 ottobre 2014    |
| 4  | A Lion's Alliance                    | Alleanza con il leone        | 8 marzo 2014      | 2 ottobre 2014    |
| 5  | Samurai Surprise                     | Sorpresa Samurai             | 15 marzo 2014     | 3 ottobre 2014    |
| 6  | Spirit of the Tiger                  | Lo spirito della tigre       | 22 marzo 2014     | 6 ottobre 2014    |
| 7  | Silver Lining Part 1                 | Il Silver Ranger             | 5 aprile 2014     | 7 ottobre 2014    |
| 8  | Silver Lining Part 2                 | Un nuovo compagno di squadra | 12 aprile 2014    | 8 ottobre 2014    |
| 9  | Power of Six                         | Il potere dei sei            | 30 agosto 2014    | 9 ottobre 2014    |
| 10 | The Perfect Storm                    | La tempesta perfetta         | 6 settembre 2014  | 10 ottobre 2014   |
| 11 | Love is in The Air                   | C’è amore nell’aria          | 13 settembre 2014 | 13 ottobre 2014   |
| 12 | United as One                        | La forza dell'unione         | 27 settembre 2014 | 16 ottobre 2014   |
| 13 | The Grass is Always Greener or Bluer | Scambio di ruoli             | 4 ottobre 2014    | 17 ottobre 2014   |
| 14 | In The Driver's Seat                 | A tutta velocità             | 11 ottobre 2014   | 20 ottobre 2014   |
| 15 | All Hail Prince Vekar                | In missione per l'imperatore | 18 ottobre 2014   | 21 ottobre 2014   |
| 16 | Vrak is Back Part 1                  | Profondo pericolo            | 25 ottobre 2014   | 22 ottobre 2014   |
| 17 | Vrak is Back Part 2                  | Il sacrificio di Robo Knight | 1 novembre 2014   | 18 dicembre 2014  |
| 18 | Emperor Mavro                        | L’imperatore Mavro           | 8 novembre 2014   | 19 dicembre 2014  |
| 19 | The Wrath                            | Invasione aliena             | 15 novembre 2014  | 27 ottobre 2014   |
| 20 | Legendary Battle                     | Una battaglia leggendaria    | 22 novembre 2014  | 28 ottobre 2014   |

## Super Megaforce
- Titolo Originale: Super Megaforce
- Diretto da: James Barr
- Scritto da: James W. Bates

### Trama
Gosei presenta ai Rangers dei nuovi morpher che sbloccano la modalità Super Mega, che permette loro di accedere ai poteri di ogni team di Power Rangers che li ha preceduti.

## Rangers leggendari
- Titolo Originale: Earth Fights Back
- Diretto da: James Barr
- Scritto da: Jill Donnellan

### Trama
Mentre il resto della squadra lavora con i civili per ricostruire la città, Troy si imbatte in un piano dell'Armada per lanciare missili sulle maggiori città del mondo. Fortunatamente arrivano i rinforzi e i Rangers si evolvono. Una volta evoluti sono più forti e riescono a vincere.

## Il duello
- Titolo Originale: Blue Saber Saga
- Diretto da: Akihiro Noguchi (come Yuji Noguchi)
- Scritto da: Jason Smith

### Trama
Dopo essere stato umiliato in battaglia da un mostro maestro di spada, Noah soffre di una crisi di fiducia e mette in dubbio la sua validità come Ranger.

## Alleanza con il leone
- Titolo Originale: A Lion's Alliance
- Diretto da: Charlie Haskell
- Scritto da: Jim Peronto, Amira Lopez

### Trama
Determinati a rafforzare le loro difese nei confronti dell'Armada, i Rangers si dirigono su di una mistica isola nel cielo chiamata Animaria in cerca del selvaggio ma potente Red Lion Zord.

## Sorpresa Samurai
- Titolo Originale: Samurai Surprise
- Diretto da: Akihiro Noguchi (come Yuji Noguchi)
- Scritto da: Jason Smith

### Trama
Quando un potente mostro chiamato Matacore è mandato dall'imperatore ad attaccare i Rangers, essi dovranno affrontare una sfida senza precedenti. Fortunatamente, un aiuto arriva sotto forma di un visitatore Samurai e del suo mentore.

## Lo spirito della tigre
- Titolo Originale: Spirit of the Tiger
- Diretto da: Akihiro Noguchi (come Yuji Noguchi)
- Scritto da: Samuel P. McLean

### Trama
Quando i Rangers affrontano un mostro con un potere magnetico che gli permette di strappar via le loro armi, Jake ed Emma si rivolgono a Casey, il guardiano dello zoo locale, per imparare una forma di arte marziale che aiuti loro a incanalare i propri spiriti animali.

## Il Silver Ranger
- Titolo Originale: Silver Lining,pt.1
- Diretto da: Charlie Haskell
- Scritto da: Seth Walther, Jill Donnellan

### Trama
I Rangers sono scioccati e disorientati quando scoprono la presenza di un nuovo Silver Ranger. Questo strano nuovo visitatore sarà un amico o un nemico?

## Un nuovo compagno di squadra
- Titolo Originale: Silver Lining,pt.2
- Diretto da: Charlie Haskell
- Scritto da: Seth Walther, Jill Donnellan

### Trama
Orion, il nuovo Silver Ranger, racconta il proprio passato e di come ha ottenuto la Silver Ranger Key a Gosei e ai Rangers.

## Il Potere Dei Sei
- Titolo Originale: Power of Six
- Diretto da: James Barr
- Scritto da: Jason Smith

### Trama
Quando i suoi compagni sono messi da parte da un mostro succhia-energia, Jake deve mettere da parte la sua gelosia nei confronti di Orion ed aiutarlo ad utilizzare i poteri combinati dei Sixth Ranger passati per poter sconfiggere questo temibile nemico.

## La tempesta perfetta
- Titolo Originale: The Perfect Storm
- Diretto da: Jonathan Tzachor
- Scritto da: Jim Peronto

### Trama
I Rangers sono distratti dalla loro battaglia contro un mostro invasore quando Tensou è colpito da un fulmine, sviluppa un'amnesia e si allontana dal Centro di Comando.

## C'è amore nell'aria
- Titolo Originale: Love Is In The Air
- Diretto da: James Barr
- Scritto da: Jill Donnellan

### Trama
Quando un filtro d'amore fa accidentalmente innamorare di Jake la malvagia Levira, un alieno geloso lo prende di mira per distruggerlo.

## La forza dell'unione
- Titolo Originale: United As One
- Diretto da: James Barr
- Scritto da: Seth Walther

### Trama
Quando il Megazord viene danneggiato durante uno scontro con un mostro che usa il suo scettro per rubare la felicità degli umani, Emma usa dei metodi non convenzionali per sconfiggere questo insolito mostro.

## Scambio di ruoli
- Titolo Originale: The Grass is Always Greener... or Bluer
- Diretto da: Charlie Haskell
- Scritto da: David Schneider

### Trama
Jake e Noah si ritrovano letteralmente nei panni uno dell'altro quando Tranceferer, un mostro scambia corpi, scambia i due Rangers, cosicché si ritrovino uno nel corpo dell'altro.

## A tutta velocità
- Titolo Originale: In The Driver's Seat
- Diretto da: Charlie Haskell
- Scritto da: Seth Walther

### Trama
Mandati lontano dalla Terra per indagare su di un segnale d'emergenza da Corinth, i Rangers scoprono che il professor Cog li ha intrappolati nella dimensione alternativa dei Ranger RPM per poter attaccare indisturbato il loro mondo. La loro sola speranza di tornare a casa si trova nel selvaggio Turbo Falcon Zord, che devono domare per poter tornare alla loro dimensione e salvare il pianeta.

## In Missione Per L'Imperatore
- Titolo Originale: All Hail Prince Vekar
- Diretto da: Charlie Haskell
- Scritto da: Jason Smith

### Trama
Finalmente i Rangers si battono faccia a faccia con il principe Vekar, che arriva sulla Terra armato con il proprio Megazord.

## Profondo pericolo
- Titolo Originale: Vrak Is Back,pt.1
- Diretto da: James Barr
- Scritto da: James W. Bates

### Trama
In seguito alla distruzione del Principe Vekar, Vrak ricompare e prepara un piano per distruggere la Terra con l'aiuto di un riprogrammato Robo Knight.

## Il Sacrificio Di Robo Knight
- Titolo Originale:Vrak Is Back,pt.2
- Diretto da: James Barr
- Scritto da: James W. Bates

### Trama
Vrak prosegue nel suo piano di spaccare la Terra attraverso cunei magici. I Power Rangers devono distogliere Vrak dal suo piano mentre tentano di far ragionare Robo Knight, che sotto l'influsso di Vrak è diventato loro nemico.

## L'imperatore Mavro
- Titolo Originale: Emperor Mavro
- Diretto da: Charlie Haskell
- Scritto da: Jill Donnellan

### Trama
L'Imperatore Mavro arriva sulla Terra con la sua flotta personale, per vendicare la morte di suo figlio e arrestare Damaras, che ha fallito nel tentativo di proteggerlo. Ma dà a Damaras la possibilità di redimersi sconfiggendo i Power Rangers, senza aver fatto i conti con la loro determinazione e lavoro di squadra.

## Invasione aliena
- Titolo Originale: The Wrath
- Diretto da: Charlie Haskell
- Scritto da: Seth Walther

### Trama
Credendo che la Terra non sia più in pericolo, Orion ritorna a casa, ma non senza uno struggente addio ai Mega Rangers. Ma Gosei intercetta un messaggio dell'Imperatore Mavro, capo dell'Armada, che sembra indicare i preparativi per una nuova invasione.

## Una battaglia leggendaria
- Titolo Originale:Legendary Battle
- Diretto da: Charlie Haskell
- Scritto da: Seth Walther

### Trama
L'Imperatore Mavro, insieme a ciò che rimane della sua flotta, combatte senza sosta contro i Power Rangers, che sono sfiniti e che hanno perso i loro Zords. In un ultimo atto di eroismo, decidono di combattere la battaglia finale. Inaspettatamente, in questo momento ogni generazione di Power Rangers esistente arriva per aiutarli nella battaglia. Combinando le loro forze, riescono a distruggere l'Imperatore e la sua flotta per salvare la Terra ancora una volta.